# United Soccer League 2016
Nel 2016 la USL è giunta alla sua sesta edizione.
Rispetto alla stagione precedente le squadre partecipanti sono aumentate a ventinove: si è avuto l'ingresso di Cincinnati, Rio Grande Valley, San Antonio, Betlehem Steel, Orlando City B e Swope Park Rangers (le ultime tre squadre riserve di club MLS); contemporaneamente si è ritirato per un anno il club degli Austin Aztex, in attesa di avere un impianto che risponda ai requisiti minimi richiesti dalla lega.
La divisione regionale viene confermata in Eastern Conference e Western Conference.

## Formula
Ogni squadra incontra almeno due volte, una in casa e una in trasferta, le altre della stessa conference, in più vengono giocati altri incontri con le proprie rivali geografiche, per un totale di trenta partite di stagione regolare.
Vengono assegnati tre punti per ogni vittoria e un punto per ogni pareggio. Otto squadre per ogni conference danno vita a dei play-off per stabilire la vincitrice del campionato.
Tutti i turni si svolgono in gara unica sul campo della squadra meglio piazzata.
Alla squadra con più punti al termine della stagione regolare viene assegnata la Commissioner's Cup.

## Squadre partecipanti
| Club                         | Città            | Stato                   | Stadio                            | Capacità | Affiliazione MLS    |
| ---------------------------- | ---------------- | ----------------------- | --------------------------------- | -------- | ------------------- |
| Arizona United               | Phoenix          | Arizona                 | Peoria Sports Complex             | 12.339   |                     |
| Bethlehem Steel              | Bethlehem        | Pennsylvania            | Goodman Stadium                   | 16.000   | Philadelphia Union  |
| Charleston Battery           | Charleston       | Carolina del Sud        | Blackbaud Stadium                 | 5.100    | Atlanta United      |
| Charlotte Independence       | Charlotte        | Carolina del Nord       | Ramblewood Soccer Complex         | 3.500    | Colorado Rapids     |
| FC Cincinnati                | Cincinnati       | Ohio                    | Nippert Stadium                   | 40.000   |                     |
| Colorado Springs Switchbacks | Colorado Springs | Colorado                | Sand Creek Stadium                | 3.500    |                     |
| Harrisburg City I.           | Harrisburg       | Pennsylvania            | Skyline Sports Complex            | 4.000    |                     |
| Ventura County               | Los Angeles      | California              | Campo presso lo StubHub Center    | 2.000    | LA Galaxy           |
| Louisville City              | Louisville       | Kentucky                | Louisville Slugger Field          | 8.000    |                     |
| FC Montréal                  | Montréal         | Québec (Canada)         | Complexe sportif Claude-Robillard | 9.500    | Montréal Impact     |
| N.Y. Red Bulls II            | New York         | New York                | Columbia Soccer Stadium           | 3.500    | N.Y. Red Bulls      |
| OKC Energy                   | Oklahoma City    | Oklahoma                | Taft Stadium                      | 7.500    | FC Dallas           |
| OC Blues                     | Irvine           | California              | Anteater Stadium                  | 2.500    |                     |
| Orlando City B               | Orlando          | Florida                 | Titan Soccer Complex              | 3.500    | Orlando City        |
| Pittsburgh Riverhounds       | Pittsburgh       | Pennsylvania            | Highmark Stadium                  | 3.500    | Columbus Crew       |
| Portland Timbers 2           | Portland         | Oregon                  | Merlo Field                       | 4.892    | Portland Timbers    |
| Real Monarchs                | Sandy            | Utah                    | Rio Tinto Stadium                 | 20.213   | Real Salt Lake      |
| Richmond Kickers             | Richmond         | Virginia                | City Stadium                      | 22.000   | D.C. United         |
| Rio Grande Valley            | Edinburg         | Texas                   | RGVFC Stadium                     | 9.600    | Houston Dynamo      |
| Rochester Rhinos             | Rochester        | New York                | Rochester Rhinos Stadium          | 13.768   | N.E. Revolution     |
| Sacramento Republic          | Sacramento       | California              | Bonney Field                      | 8.000    | S.J. Earthquakes    |
| Saint Louis FC               | Saint Louis      | Missouri                | St. Louis Soccer Park             | 6.200    | Chicago Fire        |
| San Antonio FC               | San Antonio      | Texas                   | Toyota Field                      | 8.296    |                     |
| Seattle Sounders 2           | Seattle          | Washington              | Starfire Sports Complex           | 4.500    | Seattle Sounders    |
| Swope P.R.                   | Kansas City      | Missouri                | Swope Soccer Village              | 3.557    | Sporting K.C.       |
| Toronto FC II                | Toronto          | Ontario (Canada)        | Ontario Soccer Centre (Vaughan)   | 3.500    | Toronto FC          |
| Tulsa Roughnecks             | Tulsa            | Oklahoma                | Oneok Field                       | 7.833    |                     |
| Vancouver Whitecaps II       | Vancouver        | Columbia Brit. (Canada) | Thunderbird Stadium               | 3.500    | Vancouver Whitecaps |
| Wilmington Hammerheads       | Wilmington       | Carolina del Nord       | Legion Stadium                    | 6.000    | New York City       |

## Classifiche regular season
Eastern Conference
|  | Pos. | Squadra                | Pt | G  | V  | N  | P  | GF | GS | DR  |
|  | ---- | ---------------------- | -- | -- | -- | -- | -- | -- | -- | --- |
|  | 1.   | N.Y. Red Bulls II      | 69 | 30 | 21 | 6  | 3  | 61 | 21 | +40 |
|  | 2.   | Louisville City        | 60 | 30 | 17 | 9  | 4  | 52 | 27 | +25 |
|  | 3.   | FC Cincinnati          | 56 | 30 | 16 | 8  | 6  | 41 | 27 | +14 |
|  | 4.   | Rochester Rhinos       | 51 | 30 | 13 | 12 | 5  | 38 | 25 | +13 |
|  | 5.   | Charlotte Independence | 50 | 30 | 14 | 8  | 8  | 48 | 29 | +19 |
|  | 6.   | Charleston Battery     | 48 | 30 | 13 | 9  | 8  | 38 | 33 | +5  |
|  | 7.   | Richmond Kickers       | 45 | 30 | 12 | 9  | 9  | 33 | 26 | +7  |
|  | 8.   | Orlando City B         | 35 | 30 | 9  | 8  | 13 | 35 | 49 | -14 |
|  | 9.   | Wilmington Hammerheads | 34 | 30 | 8  | 10 | 12 | 37 | 47 | -10 |
|  | 10.  | Harrisburg City I.     | 31 | 30 | 8  | 7  | 15 | 37 | 54 | -17 |
|  | 11.  | Bethlehem Steel        | 28 | 30 | 6  | 10 | 14 | 32 | 43 | -11 |
|  | 12.  | Toronto FC II          | 26 | 30 | 7  | 5  | 18 | 36 | 58 | -22 |
|  | 13.  | Pittsburgh Riverhounds | 25 | 30 | 6  | 7  | 17 | 31 | 50 | -19 |
|  | 14.  | FC Montréal            | 23 | 30 | 7  | 2  | 21 | 35 | 57 | -22 |

Western Conference
|  | Pos. | Squadra                      | Pt | G  | V  | N  | P  | GF | GS | DR  |
|  | ---- | ---------------------------- | -- | -- | -- | -- | -- | -- | -- | --- |
|  | 1.   | Sacramento Republic          | 52 | 30 | 14 | 10 | 6  | 43 | 27 | +16 |
|  | 2.   | Rio Grande Valley            | 51 | 30 | 14 | 9  | 7  | 47 | 24 | +23 |
|  | 3.   | Colorado Springs Switchbacks | 49 | 30 | 14 | 7  | 9  | 37 | 27 | +10 |
|  | 4.   | Swope P.R.                   | 48 | 30 | 14 | 6  | 10 | 45 | 36 | +9  |
|  | 5.   | Ventura County               | 47 | 30 | 12 | 11 | 7  | 52 | 42 | +10 |
|  | 6.   | Vancouver Whitecaps II       | 45 | 30 | 12 | 9  | 9  | 44 | 44 | 0   |
|  | 7.   | OKC Energy                   | 43 | 30 | 10 | 13 | 7  | 32 | 30 | +2  |
|  | 8.   | OC Blues                     | 40 | 30 | 12 | 4  | 14 | 39 | 41 | -2  |
|  | 9.   | Portland Timbers 2           | 40 | 30 | 12 | 4  | 14 | 38 | 42 | -4  |
|  | 10.  | San Antonio FC               | 38 | 30 | 10 | 8  | 12 | 36 | 36 | 0   |
|  | 11.  | Real Monarchs                | 36 | 30 | 10 | 6  | 14 | 31 | 41 | -10 |
|  | 12.  | Seattle Sounders 2           | 35 | 30 | 9  | 8  | 13 | 35 | 50 | -15 |
|  | 13.  | Arizona United               | 34 | 30 | 9  | 7  | 14 | 40 | 46 | -6  |
|  | 14.  | Saint Louis FC               | 34 | 30 | 8  | 10 | 12 | 42 | 44 | -2  |
|  | 15.  | Tulsa Roughnecks             | 19 | 30 | 5  | 4  | 21 | 25 | 64 | -39 |

## Play-off
|  | Ottavi di finale             | Ottavi di finale             | Ottavi di finale       |                        |                         | Quarti di finale        | Quarti di finale | Quarti di finale |  |  | Semifinali | Semifinali | Semifinali |  |  | Finale | Finale | Finale |  |
|  |                              |                              |                        |                        |                         |                         |                  |                  |  |  |            |            |            |  |  |        |        |        |  |
|  | N.Y. Red Bulls II            | N.Y. Red Bulls II            | 4                      |                        |                         |                         |                  |                  |  |  |            |            |            |  |  |        |        |        |  |
|  | N.Y. Red Bulls II            | N.Y. Red Bulls II            | 4                      |                        |                         |                         |                  |                  |  |  |            |            |            |  |  |        |        |        |  |
|  | Orlando City B               | Orlando City B               | 0                      |                        |                         |                         |                  |                  |  |  |            |            |            |  |  |        |        |        |  |
|  | Orlando City B               | Orlando City B               | 0                      |                        | N.Y. Red Bulls II (dtr) | N.Y. Red Bulls II (dtr) | 3 (5)            |                  |  |  |            |            |            |  |  |        |        |        |  |
|  |                              |                              |                        |                        | N.Y. Red Bulls II (dtr) | N.Y. Red Bulls II (dtr) | 3 (5)            |                  |  |  |            |            |            |  |  |        |        |        |  |
|  |                              |                              | Rochester Rhinos       | Rochester Rhinos       | 3 (4)                   |                         |                  |                  |  |  |            |            |            |  |  |        |        |        |  |
|  | Rochester Rhinos             | Rochester Rhinos             | Rochester Rhinos       | Rochester Rhinos       | 3 (4)                   | 3                       |                  |                  |  |  |            |            |            |  |  |        |        |        |  |
|  | Rochester Rhinos             | Rochester Rhinos             |                        |                        |                         |                         |                  |                  |  |  |            |            |            |  |  |        |        |        |  |
|  | Charlotte Independence       | Charlotte Independence       | 1                      |                        |                         |                         |                  |                  |  |  |            |            |            |  |  |        |        |        |  |
|  | Charlotte Independence       | Charlotte Independence       | 1                      |                        | N.Y. Red Bulls II (dtr) | N.Y. Red Bulls II (dtr) | 1 (4)            |                  |  |  |            |            |            |  |  |        |        |        |  |
|  |                              |                              |                        |                        |                         |                         |                  |                  |  |  |            |            |            |  |  |        |        |        |  |
|  |                              |                              | Louisville City        | Louisville City        | 1 (3)                   |                         |                  |                  |  |  |            |            |            |  |  |        |        |        |  |
|  | Louisville City (dts)        | Louisville City (dts)        | Louisville City        | Louisville City        | 1 (3)                   | 2                       |                  |                  |  |  |            |            |            |  |  |        |        |        |  |
|  | Louisville City (dts)        | Louisville City (dts)        |                        |                        |                         |                         |                  |                  |  |  |            |            |            |  |  |        |        |        |  |
|  | Richmond Kickers             | Richmond Kickers             | 0                      |                        |                         |                         |                  |                  |  |  |            |            |            |  |  |        |        |        |  |
|  | Richmond Kickers             | Richmond Kickers             | 0                      |                        | Louisville City         | Louisville City         | 1                |                  |  |  |            |            |            |  |  |        |        |        |  |
|  |                              |                              |                        |                        | Louisville City         | Louisville City         | 1                |                  |  |  |            |            |            |  |  |        |        |        |  |
|  |                              |                              | Charleston Battery     | Charleston Battery     | 0                       |                         |                  |                  |  |  |            |            |            |  |  |        |        |        |  |
|  | FC Cincinnati                | FC Cincinnati                | Charleston Battery     | Charleston Battery     | 0                       | 1                       |                  |                  |  |  |            |            |            |  |  |        |        |        |  |
|  | FC Cincinnati                | FC Cincinnati                |                        |                        |                         |                         |                  |                  |  |  |            |            |            |  |  |        |        |        |  |
|  | Charleston Battery           | Charleston Battery           | 2                      |                        |                         |                         |                  |                  |  |  |            |            |            |  |  |        |        |        |  |
|  | Charleston Battery           | Charleston Battery           | 2                      |                        | N.Y. Red Bulls II       | N.Y. Red Bulls II       | 5                |                  |  |  |            |            |            |  |  |        |        |        |  |
|  |                              |                              |                        |                        |                         |                         |                  |                  |  |  |            |            |            |  |  |        |        |        |  |
|  |                              |                              | Swope P.R.             | Swope P.R.             | 1                       |                         |                  |                  |  |  |            |            |            |  |  |        |        |        |  |
|  | Swope P.R.                   | Swope P.R.                   | Swope P.R.             | Swope P.R.             | 1                       | 3                       |                  |                  |  |  |            |            |            |  |  |        |        |        |  |
|  | Swope P.R.                   | Swope P.R.                   |                        |                        |                         |                         |                  |                  |  |  |            |            |            |  |  |        |        |        |  |
|  | Ventura County               | Ventura County               | 0                      |                        |                         |                         |                  |                  |  |  |            |            |            |  |  |        |        |        |  |
|  | Ventura County               | Ventura County               | 0                      |                        | Swope P.R.              | Swope P.R.              | 2                |                  |  |  |            |            |            |  |  |        |        |        |  |
|  |                              |                              |                        |                        | Swope P.R.              | Swope P.R.              | 2                |                  |  |  |            |            |            |  |  |        |        |        |  |
|  |                              |                              | OC Blues               | OC Blues               | 1                       |                         |                  |                  |  |  |            |            |            |  |  |        |        |        |  |
|  | Sacramento Republic          | Sacramento Republic          | OC Blues               | OC Blues               | 1                       | 0 (4)                   |                  |                  |  |  |            |            |            |  |  |        |        |        |  |
|  | Sacramento Republic          | Sacramento Republic          |                        |                        |                         |                         |                  |                  |  |  |            |            |            |  |  |        |        |        |  |
|  | OC Blues (dtr)               | OC Blues (dtr)               | 0 (5)                  |                        |                         |                         |                  |                  |  |  |            |            |            |  |  |        |        |        |  |
|  | OC Blues (dtr)               | OC Blues (dtr)               | 0 (5)                  |                        | Swope P.R.              | Swope P.R.              | 3                |                  |  |  |            |            |            |  |  |        |        |        |  |
|  |                              |                              |                        |                        |                         |                         |                  |                  |  |  |            |            |            |  |  |        |        |        |  |
|  |                              |                              | Vancouver Whitecaps II | Vancouver Whitecaps II | 0                       |                         |                  |                  |  |  |            |            |            |  |  |        |        |        |  |
|  | Colorado Springs Switchbacks | Colorado Springs Switchbacks | Vancouver Whitecaps II | Vancouver Whitecaps II | 0                       | 1                       |                  |                  |  |  |            |            |            |  |  |        |        |        |  |
|  | Colorado Springs Switchbacks | Colorado Springs Switchbacks |                        |                        |                         |                         |                  |                  |  |  |            |            |            |  |  |        |        |        |  |
|  | Vancouver Whitecaps II       | Vancouver Whitecaps II       | 2                      |                        |                         |                         |                  |                  |  |  |            |            |            |  |  |        |        |        |  |
|  | Vancouver Whitecaps II       | Vancouver Whitecaps II       | 2                      |                        | Vancouver Whitecaps II  | Vancouver Whitecaps II  | 3                |                  |  |  |            |            |            |  |  |        |        |        |  |
|  |                              |                              |                        |                        | Vancouver Whitecaps II  | Vancouver Whitecaps II  | 3                |                  |  |  |            |            |            |  |  |        |        |        |  |
|  |                              |                              | OKC Energy             | OKC Energy             | 2                       |                         |                  |                  |  |  |            |            |            |  |  |        |        |        |  |
|  | Rio Grande Valley            | Rio Grande Valley            | OKC Energy             | OKC Energy             | 2                       | 2                       |                  |                  |  |  |            |            |            |  |  |        |        |        |  |
|  | Rio Grande Valley            | Rio Grande Valley            |                        |                        |                         |                         |                  |                  |  |  |            |            |            |  |  |        |        |        |  |
|  | OKC Energy                   | OKC Energy                   | 3                      |                        |                         |                         |                  |                  |  |  |            |            |            |  |  |        |        |        |  |

## Verdetti
- N.Y. Red Bulls II Campione USL 2016 (primo titolo)
- N.Y. Red Bulls II Vincitore Commissioner's Cup 2016